# Friedrich Wilhelm Grabau
Friedrich Wilhelm Grabau (* 6. Juli 1783 in Lübeck; † 21. August 1839 in Seesen) war Kaufmann und Ratsherr der Hansestadt Lübeck.
Grabau war der Sohn des Lübecker Kaufmanns Johann Peter Christopher Grabau († 1807), dessen Handelsgeschäft er 1809 als Inhaber übernahm. 1807 wurde er Mitglied der Lübecker Freimaurerloge Zur Weltkugel. In der Lübecker Franzosenzeit wurde er im Juli 1813 von Marschall Louis-Nicolas Davout zum zweiten Maire adjoint als Nachfolger des verstorbenen J. H. Köppen ernannt. Nach der Verhaftung des Maire Friedrich Adolph von Heintze und anderer Mitglieder des Lübecker Munizipalrates, die in Hamburg in Geiselhaft genommen wurden, führte Grabau die Geschäfte in der Stadt. Am 29. November 1813 wurde auch Grabau von den Franzosen verhaftet und am 4. Dezember ebenfalls nach Hamburg verbracht. Dort wurde er am 12. Dezember wieder freigelassen. Nach Lübeck zurückgekehrt, berief ihn die Bürgerschaft in die Administrativ-Kommission. 
Als Kaufmann wurde Grabau im Jahr 1815 von den Schonenfahrern zum Ältermann gewählt. Als solcher wurde er am 15. Juni 1817 in den Rat der Stadt gewählt. Im Rat arbeitete er auf den Gebieten der Steuern, des Armenwesens und im Bereich der Wette, also der Gewerbeaufsicht. Verdient machte sich Grabau um den Straßenbau im Lübecker Landgebiet. Hier fallen fast alle Chausseebauten in die Zeit seiner Leitung der Wegebaudeputation. In dieser Eigenschaft verhandelte er auch als Gesandter der Stadt beim Königlich Dänischen Hof in Kopenhagen von Juli bis November 1832 den Bau einer neuen Chaussee nach Hamburg durch lauenburgisches oder holsteinisches Gebiet, die allerdings erst 1841 mit der Altona-Lübecker-Chaussee Wirklichkeit wurde. Er starb auf einer Heimreise nach Lübeck bei Seesen am Harz, wo er auch begraben wurde.
Der Lübecker Armenarzt und Botaniker Heinrich Grabau war ein jüngerer Bruder.